# 広開土大王 (駆逐艦)
広開土大王（クァンゲトデワン、日本語読み：こうかいどだいおう、朝鮮語: 광개토대왕、英語: ROKN Gwanggaeto the Great, DDH-971）は、大韓民国海軍の駆逐艦。広開土大王級駆逐艦の1番艦。艦名は、19代高句麗王の好太王（韓国呼称「広開土王」）に由来する。

## 艦歴
「広開土大王」は、KDX-Iに基づく3,200トン級駆逐艦として大宇重工業玉浦造船所で建造され、1996年10月27日進水、1998年7月24日に就役した。
1996年10月27日、大宇重工業玉浦造船所に挙行された進水式は金泳三大統領や金宇中大宇グループ会長らが臨席のもと実施された。
2006年、リムパック2006に参加。
2018年12月20日、海上自衛隊第4航空群に所属するP-1哨戒機へ火器管制レーダーを照射したことを、翌21日防衛省が発表した。韓国国防部はこれを否定したが、25日に防衛省は火器管制レーダーの照射を確認したことを改めて発表した。また、P-1からの通信が微弱で、海洋警察庁の艦艇への通信と認識したとする韓国側の主張に反論する形で、本艦に対し国際VHFと航空用の緊急周波数を用い艦番号を示して呼びかけを行ったことを明らかにした（韓国海軍レーダー照射問題）。